# José Hermano Saraiva
José Hermano Baptista Saraiva (Leiria, 3 ottobre 1919 – Palmela, 20 luglio 2012) è stato uno scrittore, storico e avvocato portoghese.
Ha ricoperto il ruolo di Ministro dell'Educazione tra il 1968 e il 1970, in un periodo critico per la storia del Portogallo. Gli è stato dato l'appellativo di Príncipe dos Comunicadores (Principe dei comunicatori) per il suo lavoro di divulgazione in ambito storico, culturale, letterario e televisivo, un riconoscimento postumo attribuitogli dall'Assemblea della Repubblica.

## Opere
Orazioni accademiche a cura dell'Accademia delle scienze di Lisbona
- Testemunho Social e Condenação de Gil Vicente (1976);
- A Revolução de Fernão Lopes (1977);
- Elementos para uma nova biografia de Camões (1978);
- Proposta de uma Cronologia para a lírica de Camões (1981-1982|82):
- Evocação de António Cândido (1988);
- No Centenário de Simão Bolívar (1984);
- A crise geral e a Aljubarrota de Froyssart (1988).

Pedagogia
- Notas para uma didáctica assistencial (1964);
- Aos Estudantes (1969);
- Aspirações e contradições da Pedagogia contemporânea (1970);
- A Pedagogia do Livro (1972);
- O Futuro da Pedagogia (1974).

Giustizia
- O problema do Contrato (1949);
- A revisão constitucional e a eleição do Chefe do Estado (1959);
- Non-self-governing territories and The United Nation Charter (1960);
- Lições de Introdução ao Direito (1962-1963|63);
- A Crise do Direito (1964);
- Apostilha Crítica ao Projecto do Código Civil (1966);
- A Lei e o Direito (1967).

Storia
- Uma carta do Infante D. Henrique (1948);
- As razões de um Centenário (1954);
- História Concisa de Portugal (1978)
- História de Portugal, 3 Vol. – Direcção e co-autoria (1980-1981);
- O Tempo e a Alma, 2 Vol. (1986);
- Breve História de Portugal (1996);
- Portugal – Os Últimos 100 anos (1996);
- Portugal – a Companion History (1997);

Storia portoghese
- Outras maneiras de ver (1979);
- Vida Ignorada de Camões (1980);
- Raiz madrugada (1981);
- Ditos Portugueses dignos de memória (1994);
- A memória das Cidades (1999).

### In italiano
José Hermano Baptista Saraiva, Storia del Portogallo, 2007,  p. 342, ISBN 9788861590465.